# فروشگاه کادویی بونانزا

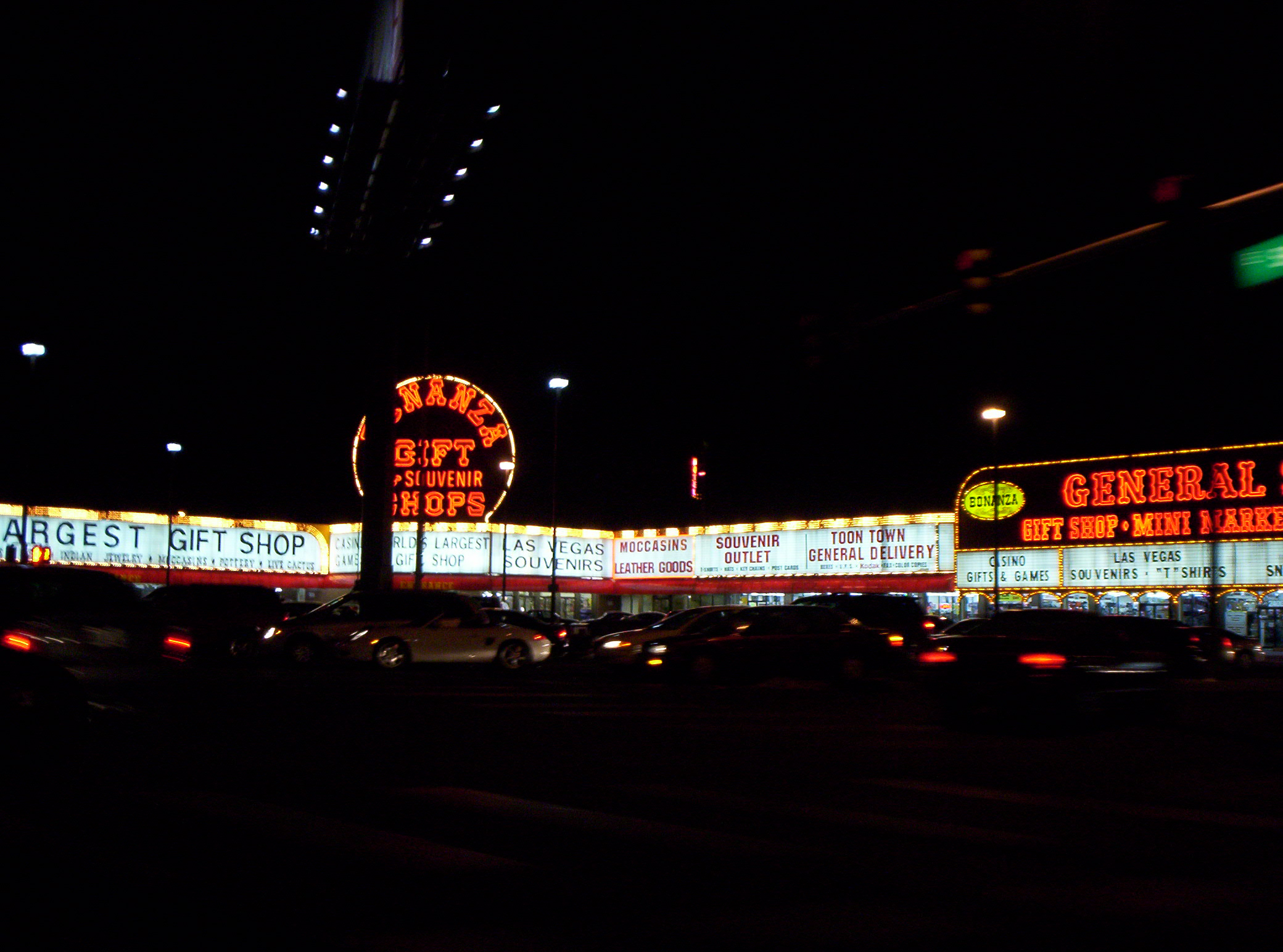
نمایی از فروشگاه در شب

فروشگاه کادویی بونانزا (به انگلیسی: Bonanza Gift Shop) فروشگاهی واقع در نوار لاس وگاس بین هتل و کازینوی صحرا و استراتوسفر لاس وگاس است. از این فروشگاه به عنوان بزرگ‌ترین فروشگاه کادویی جهان با بیش از ۳٬۷۰۰ متر مربع فضای خرید یاد می‌شود.